# Pteris finotii
Pteris finotii är en kantbräkenväxtart som beskrevs av Christ. Pteris finotii ingår i släktet Pteris och familjen Pteridaceae. Inga underarter finns listade.